# Álex Cruz
Alejandro Cruz Rodríguez (Mogán, Gran Canaria, 17 de junio de 1990) es un futbolista español que ocupa la demarcación de centrocampista por la izquierda. Actualmente juega en el Niki Volou de la Beta Ethniki.

## Trayectoria
Álex Cruz es un jugador formado en el fútbol base de la Unión Deportiva Vecindario. En la temporada 2007-08 realizó una excepcional campaña con el juvenil A del Vecindario que quedó subcampeón del grupo sexto de División de Honor Juvenil lo que le valió para disputar la Copa del Rey de Juveniles, en la que tuvieron un buen hacer eliminando al Real Betis en octavos de final y cayendo en cuartos frente al Rayo Vallecano por un gol de diferencia en el resultado global.
En la temporada 2008-09 dio el salto al primer equipo blanquinegro donde tuvo una actuación importante en el equipo. En la temporada 2009-10 fichó por el Gimnàstic de Tarragona por 4 temporadas en lo que sería su debut en Segunda División.
Tras temporada y media en el club tarraconense, fue traspasado al Granada C. F. en el mercado de invierno del 2011. En esa misma temporada logró el ascenso con su nuevo club.
En verano de 2011, fue cedido al C. E. Sabadell, recién ascendido a Segunda División. La temporada 2012-13 volvió a ser cedido, esta vez al UCAM Murcia de la Segunda B española.
En la siguiente temporada fue fichado por el U. E. Llagostera, club con el que consiguió el ascenso a Segunda División. Sin embargo no renovó su contrato con el club catalán incorporándose a la plantilla del Burgos C. F., también en Segunda B.
Para la temporada 2015-16 ficha por el Real Jaén Club de Fútbol del grupo IV de la Segunda División B. En la temporada siguiente pasa al C. D. Mensajero también en Segunda B. Tras el descenso del club palmero fichó por el C. D. Ebro también en Segunda B. El 31 de enero de 2018 rescindió su contrato con el Ebro para fichar por el Lealtad del grupo I de la Segunda División B.
Durante la temporada 2018-19 se marcha a Grecia para jugar en las filas del Doxa Drama Fútbol Club, con el que jugó 17 partidos en los que anota 3 goles. Al año siguiente se fue al Niki Volou de la Beta Ethniki, la Tercera División de Grecia, con el que jugó  20 partidos anotando 3 goles.
En septiembre de 2021 volvió a Gran Canaria tras trece años, fichando por el San Fernando de la Segunda División RFEF.

## Clubes
Actualizado el 23 de abril de 2022
| Club                      | País   | Temporada | Liga     | Liga  | Copa     | Copa  |
| Club                      | País   | Temporada | Partidos | Goles | Partidos | Goles |
| ------------------------- | ------ | --------- | -------- | ----- | -------- | ----- |
| U. D. Vecindario          | España | 2008-09   | 33       | 5     | 0        | 0     |
| Gimnàstic de Tarragona    | España | 2009-10   | 25       | 3     | 1        | 0     |
| Gimnàstic de Tarragona    | España | 2010-11   | 19       | 0     | 1        | 0     |
| Granada C. F.             | España | 2010-11   | 7        | 0     | 0        | 0     |
| C. E. Sabadell (cesión)   | España | 2011-12   | 12       | 0     | 0        | 0     |
| UCAM Murcia (cesión)      | España | 2012-13   | 29       | 4     | -        | -     |
| U. E. Llagostera (cesión) | España | 2013-14   | 24       | 3     | -        | -     |
| Burgos C. F.              | España | 2014-15   | 26       | 2     | -        | -     |
| Real Jaén C. F.           | España | 2015-16   | 32       | 2     | -        | -     |
| C. D. Mensajero           | España | 2016-17   | 34       | 3     | -        | -     |
| C. D. Ebro                | España | 2017-18   | 18       | 1     | -        | -     |
| C. D. Lealtad             | España | 2017-18   | 13       | 2     | -        | -     |
| Doxa Drama Fútbol Club    | Grecia | 2018-19   | 17       | 3     | 1        | 0     |
| Niki Volou                | Grecia | 2019-20   | 20       | 3     | 1        | 0     |
| Niki Volou                | Grecia | 2021-21   | 18       | 2     | 0        | 0     |
| U. D. San Fernando        | España | 2021-22   | 27       | 4     | 0        | 0     |